# Mark Linn-Baker
Mark Linn-Baker (San Luis, Misuri, 17 de junio de 1954) es un actor estadounidense y director famoso o reconocido por su papel de Larry Appleton en la sitcom de televisión Perfect Strangers.

## Filmografía

### Como actor
- 1979: Manhattan: Shakespearean Actor
- 1982: Alice at the Palace (TV)
- 1982: The End of August: Victor LeBrum
- 1982: My Favorite Year: Benjy Stone
- 1983: Doonesbury: A Broadway Musical: 'Marvelous' Mark Slackmeyer
- 1984: The Ghost Writer (TV): Nathan Zuckerman
- 1984: Comedy Zone (serie de TV)
- 1985: The Recovery Room (TV): Steve Griffin
- 1985: Miami Vice - episodio 19: "Bonzo" Barry Gold
- 1986: Primos lejanos (Perfect Strangers): Larry Appleton
- 1988: Ich und Er: Him (voz)
- 1988: Going to the Chapel (TV): Norman Brinkmann
- 1990: ABC TGIF (serie de TV): Larry
- 1991: Les Robinsons de Wall Street (Bare Essentials) (TV): Gordon
- 1992: Noises Off! : Tim Allgood
- 1993: The Whole Shebang (TV): The Student
- 2001: Laughter on the 23rd Floor (TV): Val Skotsky
- 2005: Twelve and Holding: Mr. Farmer
- 2009: The Electric Company: (serie de TV): Uncle Sigmund
- 2009: Adam: Sam Klieber
- 2017: The Leftovers (TV): Mark Linn-Baker
- 2022: She-Hulk
- 2021: Ghosts

### Como Realizador
- 1989: Family Matters (serie de TV)
- 1993: The Trouble with Larry (serie de TV)

### Como Productor
- 1992: Me and Veronica